# Francis Galton
Sir Francis Galton (Sparbrook, Birmingham, 16 de febrer del 1822 – Haslemere, Surrey, 17 de gener del 1911), FRS, va ser un estadístic victorià, progressista, polímat, sociòleg, psicòleg, antropòleg, eugenista, explorador, geògraf, inventor, meteoròleg.
Galton va publicar més de 340 articles i llibres. També va crear el concepte estadístic de correlació i va estendre l'ús de la regressió sobre a la mitjana. Va ser el primer a aplicar mètodes estadístics per a l'estudi de les diferències humanes i l'herència de la intel·ligència, i va introduir l'ús de qüestionaris i enquestes per recollir dades sobre les comunitats humanes, que necessitava per a obres genealògiques i biogràfiques i pels seus estudis antropomètrics.
La seva formació fou autodidacta. Rebutjà la teoria biològica de la pangènesi. En matemàtica, destacà per establir o ampliar els conceptes estadístics de la línia de regressió, distribució normal i la correlació. No va ocupar cap càtedra universitaria i moltes de les seves investigacions les va fer pel seu compte. Va rebre el reconeixement a la seva tasca als 87 anys quan va ser nomenat "Sir". Hom nomenà el gènere de flors Galtonia en honor seu.
Va ser un pioner en l'eugenèsia, encunyant el terme i la frase "innat o adquirit" El seu llibre “Hereditary Genius” (1869) va ser el primer intent científic social per estudiar el geni i la grandesa.
Com a investigador de la ment humana, que va fundar la psicometria (la ciència del mesurament de les facultats mentals) i la psicologia diferencial. Va idear un mètode de classificació de les empremtes dactilars que van resultar útils en la ciència forense. També va dur a terme la investigació sobre el poder de l'oració, concloent que no en tenia cap, ja que els seus efectes sobre la longevitat dels que pregaven eren nuls. Va estendre la seva recerca sobre els principis científics de diversos fenòmens fins i tot al mètode òptim per fer te.
Com iniciador de la meteorologia científica, va crear el primer mapa del temps, va proposar una teoria dels anticiclons, i va ser el primer a establir un registre complet dels fenòmens climàtics de curt termini a escala europea. També va inventar el xiulet de Galton per provar la capacitat auditiva diferencial.
Cosí de Charles Darwin, va aplicar els seus coneixements a diversos camps, en especial a l'estudi de l'ésser humà i les seves diferències individuals.
En psicologia als darrers anys del segle xix a Europa, hi havia dos tradicions metodològiques; la experimental i la correlacional. Francis Galton pertany a la tradició correlacional que consisteix en registrar el comportament dels individus i d'altres variables (personals o entorn sociocultural) per veure com varien conjuntament. Aquestes correlacions ens indiquen una associació empírica i real de les variables, ens diu si son causals o que poden compartir causes comunes. Aquesta disciplina a diferencia de la experimental s'ocupa de les diferències individuals (la intel·ligència, els trets de personalitat, les motivacions, etc.).
El 1901, juntament amb Karl Pearson i Walter Weldon van fundar la revista científica Biometrika.
El 1908, li fou atorgada la medalla Darwin-Wallace de la Societat Linneana de Londres.

## Els primers anys
Galton va néixer a "The Larches", una gran casa a Sparkbrook a Birmingham construïda al lloc de la "Fair Hill", l'antiga casa de Joseph Priestley, que el botànic William Withering havia canviat de nom. Era cosí de Charles Darwin amb qui compartien l'avi comú Erasmus Darwin. El seu pare era Samuel Tertius Galton, fill de Samuel "John" Galton. Els Galton eren quàquers fabricants d'armes i banquers famosos i de gran èxit, mentre que els Darwin es van distingir en la medicina i la ciència.

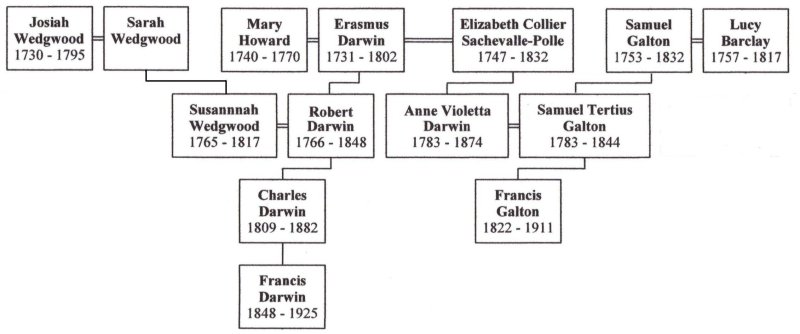
El Clan Darwin-Galton

Les dues famílies presumien de Fellows of the Royal Society i dedicaven el seu temps lliure a inventar. Erasmus Darwin i Samuel Galton van ser membres fundadors de la famosa Lunar Society of Birmingham a la qual varen pertànyer Boulton, Watt, Wedgwood, Priestley, Edgeworth i altres científics i industrials distingits.
En molts aspectes Galton va ser un nen prodigi que llegia als dos anys, als cinc anys sabia alguna divisió, grec i llatí i als sis anys ja havia passat als llibres per a adults, incloent-hi a Shakespeare, per plaer, i a la poesia.
Galton va ingressar al King Edward's School a Birmingham però irritat pel pla d'estudis clàssic ho va deixar als 16. Els seus pares el van pressionar cap a la professió mèdica i durant dos anys va estudiar al Birmingham General Hospital i el King's College London Medical School College. A continuació va iniciar estudis matemàtics al Trinity College de la Universitat de Cambridge, des de 1840 fins a principis de 1844.
D'acord amb els registres de la United Grand Lodge of England cap al febrer de 1844 Galton es va fer maçó a l'anomenada lògia de la Ciència, que es va celebrar al Red Lion Inn a Cambridge. Va progressar fins a arribar a ser Mestre Maçó el 13 de maig de 1844. Un dels certificats maçònics de Galton es pot trobar entre la seva documentació al seu historial al University College, Londres.
Una important crisi nerviosa va canviar la intenció original de Galton per intentar honors. Va triar optar a un “pool” B.A. igual que el seu cosí Charles Darwin. Després va reprendre breument els seus estudis de medicina. La mort del seu pare en 1844 el va deixar financerament independent però emocionalment destrossat i va acabar els seus estudis de medicina, orientant-se als viatges a l'estranger, l'esport i la invenció tècnica.
En els seus primers anys Galton va ser un viatger entusiasta i va fer un important viatge, en solitari, a través d'Europa de l'Est a Constantinoble. El 1845 i 1846 va anar a Egipte i va viatjar pel Nil fins a Khartoum al Sudan, i d'allí a Beirut, Damasc i la vall del Jordà.
El 1850 es va unir a la Royal Geographical Society, i durant els següents dos anys va muntar una llarga i difícil expedició a la llavors poc coneguda Àfrica Occidental del Sud (avui Namíbia). Va escriure un llibre d'èxit sobre les seves experiències, "Narracions d'un explorador a l'Àfrica subtropical". Va ser guardonat amb la Royal Geographical Society's Founder's Gold Medal el 1853 i la Medalla de Plata de la Societat Geogràfica francesa pels seus estudis cartogràfics pioners de la regió. Això va establir la seva important reputació com a geògraf i explorador. Va escriure el best-seller “The Art of Travel”, un manual de consells pràctics per als viatgers victorians que va tenir per moltes edicions.
El gener 1853 Galton va conèixer, a casa del seu veí, a Louisa Jane Butler (1822-1897) i es van casar l'1 d'agost de 1853. El matrimoni va durar 43 anys i no van tenir cap fill.

## La maduresa
Galton va ser un gran erudit que va fer importants aportacions en molts camps de la ciència, incloent-hi la meteorologia (l'anticicló i els primers mapes del temps populars), l'estadística (regressió i correlació), la psicologia (sinestèsia), la biologia (la naturalesa i mecanisme de l'herència) i la criminologia (empremtes dactilars). Tot això va ser una conseqüència de la seva afició a comptar o mesurar. Galton va preparar el primer mapa del temps publicat a The Times (1 d'abril de 1875, que mostra el temps des del dia anterior, 31 de març) i que ara és una característica estàndard en els diaris de tot el món.
Va ser membre molt actiu a la British Association for the Advancement of Science, en les seves sessions de 1858 a 1899 va presentar moltes comunicacions en una àmplia varietat de temes. Va ser secretari general des de 1863 fins a 1867, president de la secció geogràfica del 1867 al 1872 i president de la Secció d'Antropologia des de 1877 fins a 1885. Va ser també molt actiu en el consell de la Royal Geographical Society durant més de quaranta anys, en diversos comitès de la Royal Society i en el Meteorological Council.
El 1888 Galton va establir un laboratori a les galeries de ciències del South Kensington Museum. Al laboratori de Galton, els participants podien ser mesurats per obtenir coneixement de les seves fortaleses i debilitats. Galton també utilitzà aquestes dades per a la seva pròpia investigació. Normalment cobrava a la gent una petita tarifa pels seus serveis.
Durant aquest temps, Galton va escriure una polèmica carta a The Times titulada "Àfrica per als xinesos", on va argumentar que s'hauria d'encoratjar els xinesos, una raça capaç i amb un alt nivel de civilització i (en la seva opinió) només atrofiada temporalment pels recents fracassos de les dinasties regnants, a emigrar a l'Àfrica i desplaçar així als negres aborígens suposadament inferiors.

## Herència i Eugenèsia
La publicació per part del seu cosí Charles Darwin de “L'origen de les Espècies” el 1859 va ser un esdeveniment que va canviar la vida de Galton. Va arribar a obsessionar-se per la feina, com es mostra sobretot en el primer capítol de "Variation under Domestication", tractant la cria d'animals.
Galton va dedicar gran part de la resta de la seva vida a l'exploració de la variació en les poblacions humanes i les seves conseqüències, cosa que Darwin només havia insinuat. En fer-ho, va establir un programa d'investigació que abastava múltiples aspectes de la variació humana, des de les característiques mentals a l'altura, des d'imatges facials fins als patrons de les empremtes dactilars. Per a això era necessari inventar noves mesures de trets, l'elaboració de la recol·lecció de dades a gran escala i utilitzar aquestes mesures per arribar al descobriment de noves tècniques estadístiques per descriure i comprendre les dades.
En un primer moment Galton estava interessat en la qüestió de si les capacitats humanes eren hereditàries, i va proposar comptar el nombre de familiars de diversos graus de rellevància d'homes eminents. Si les qualitats eren hereditaries, va raonar, no ha d'haver-hi més homes eminents entre els familiars que entre la població general. Per provar això, va inventar els mètodes de historiometria. Galton va obtenir una gran quantitat de dades a partir d'una àmplia gamma de fonts biogràfiques que va tabular i comparar de diverses maneres. Aquest treball pioner va ser descrit en detall en el seu llibre “Hereditary Genius” el 1869. Entre altres coses va demostrar que el nombre de parents eminents cau dràsticament en passar del primer grau al segon grau, i des del segon grau al tercer. Ell va prendre això com una evidència de l'herència d'habilitats.
Galton va reconèixer les limitacions dels seus mètodes en aquestes obres i va proposar que la pregunta podria ser millor estudiada comparant bessons. El seu mètode preveia provar si els bessons que eren similars en néixer divergien en ambients diferents i si els bessons dissemblants en néixer convergien quan eren criats en ambients similars. Novament va emprar el mètode dels qüestionaris per reunir diversos tipus de dades, que va tabular i es descriuen en l'article “The history of twins” del 1875. En fer-ho, es va anticipar al modern camp de la genètica del comportament, que es basa en gran manera en els estudis dels bessons. Va arribar a la conclusió que les proves afavorien la natura en lloc de l'aprenentatge. També va proposar estudis, incloent-hi els estudis trans-racials, per separar els efectes de l'herència i el medi ambient.
Galton va inventar el terme “Eugenèsia” el 1883 i va deixar moltes de les seves observacions i conclusions en el llibre “Inquiries into Human Faculty and Its Development”. Creia que es podria arribar a definir un esquema de "marques" per als mèrits de la família i que el matrimoni precoç entre les famílies d'alt rang s'havia de fomentar mitjançant la provisió d'incentius monetaris. Va assenyalar algunes de les tendències en la societat britànica, com ara matrimonis tardants entre persones eminents i l'escassetat dels seus fills que ell va considerar eren disgèniques. Va advocar per matrimonis eugenèsics encoratjant a les parelles amb incentius monetaris per tenir fills. El 29 d'octubre de 1901, Galton va decidir abordar obertament les qüestions eugenèsiques quan va pronunciar la segona conferència Huxley al Royal Anthropological Institute.
L'any 1909 va començar la publicació de “Eugenics Review”, la revista de la Eugenics Education Society. Galton, President Honorari de la societat, va escriure el pròleg per al primer volum. El Primer Congrés Internacional d'Eugenèsia es va celebrar el juliol de 1912. Winston Churchill i Carls Elliot es trobaven entre els assistents.

## Model d'estabilitat a la població
La formulació del concepte de regressió i la seva relació amb la distribució normal bivariada, es poden remuntar als seus intents de desenvolupament d'un model matemàtic per a l'estabilitat de la població. Tot i que el primer intent de Galton per estudiar qüestions darwinianes, geni hereditari, generat poc entusiasme en el moment, el text va portar als seus estudis en la dècada de 1870 en relació amb l'herència de trets físics. Aquest text conté algunes nocions de cru del concepte de regressió, que es descriu en qüestió qualitativa. Per exemple, va escriure dels gossos: "Si un home creua races de gossos de pedigrí mixta, els cadells seran a vegades, però rarament, iguals als seus pares que van comunament ser una d'un mestís, ja que a causa de peculiaritats ancestrals són aptes per a retallar en la descendència ". Aquesta noció va crear un problema a Galton, ja que no podia conciliar la tendència de la població a mantenir una distribució normal dels trets de generació en generació amb la noció d'herència. Semblava que un gran nombre de factors operat de forma independent en la descendència, el que porta a la distribució normal d'un tret a cada generació. No obstant això, no va donar cap explicació pel que fa a com un pare pot tenir un impacte significatiu en la seva descendència, que va ser la base de l'herència.
La solució de Galton a aquest problema es va presentar en el seu discurs presidencial en la reunió de setembre de 1885 de l'Associació Britànica per l'Avanç de la Ciència, que s'exercia en el moment de President de la Secció H : Antropologia. La direcció es va publicar en la naturalesa, i Galton va desenvolupar encara més la teoria a la "regressió cap a la mediocritat en alçada hereditària" i "hereditària alçada." Una elaboració d'aquesta teoria es va publicar en 1889 en Herència Natural. Hi va haver tres esdeveniments clau que van ajudar a Galton desenvolupar aquesta teoria: el desenvolupament de la llei d'error en 1874-1875, la formulació d'una llei empírica de la reversió a 1877, i el desenvolupament d'un marc matemàtic que abasta regressió amb les dades de població humana durant 1885.
El desenvolupament de la llei de la regressió a la mitjana, o la reversió de Galton, es va deure a punts de vista de la disposició a portell i els seus estudis de pèsols dolços. Mentre Galton havia inventat prèviament la "quincunx" abans de febrer de 1874, la versió 1877 de la "quincunx" tenia una nova característica que va ajudar Galton demostren que una barreja normal de distribucions normals també és normal. [31] Galton va demostrar usant una nova versió de la disposició a portell, l'addició de brots a l'aparell per representar la reversió. Quan els grànuls passen a través dels brots corbes (que representa de reversió) i després els passadors (que representen la variabilitat de la família), el resultat va ser una població estable. El divendres 19 de febrer de 1877, Galton va donar una conferència titulada "La llei típics de l'herència" a la Royal Institution de Londres. [31] En aquesta conferència, es va plantejar que deu una força contrària per mantenir l'estabilitat de la població. No obstant això, aquest model requereix un grau molt més gran de la selecció natural entre les generacions que era plausible.
En 1875, Galton va començar a créixer pèsols dolços i es va dirigir a la institució reial sobre les seves conclusions el 9 de febrer de 1877. Es va trobar que cada grup de llavors de la progènie va seguir una corba normal, i les corbes eren igualment dispersa. Cada grup no estava centrada sobre el pes dels pares, sinó més aviat en un pes més a prop de la mitjana de la població. Galton va cridar aquesta reversió, ja que cada grup de descendència es va distribuir en un valor que estava més a prop de la mitjana de la població no sigui el pare. La desviació de la mitjana de la població era en la mateixa direcció, però la magnitud de la desviació era només un terç de gran. En fer-ho, va demostrar que hi va haver variabilitat entre cadascuna de les famílies, però, les famílies es van combinar per produir una població estable, normalment distribuït. Quan Galton es va dirigir a l'Associació Britànica per l'Avanç de la Ciència el 1885, va dir de la seva investigació dels pèsols d'olor, "jo era llavors cecs al que sé perceben com la senzilla explicació del fenomen."
Galton va ser capaç de continuar la seva noció de regressió mitjançant la recopilació i l'anàlisi de dades sobre l'estatura humana. Va demanar ajuda del matemàtic J. Hamilton Dickson en la investigació de la relació geomètrica de les dades. Es va determinar que el coeficient de regressió no garantia l'estabilitat de la població per casualitat, sinó més aviat que el coeficient de regressió, la variància condicional, i la població estava quantitats interdependents relacionades per una equació simple. Per tant, Galton va identificar que la linealitat de la regressió no va ser una coincidència, sinó més aviat era una conseqüència necessària d'estabilitat de la població.
```
El model per a l'estabilitat de la població va donar lloc a la formulació de la 
Llei de l'Herència Ancestral
 
de Galton
. Aquesta llei, que va ser publicat en Herència Natural, estableix que els dos pares d'un descendent contribueixen conjuntament a la meitat de l'herència d'una descendència, mentre que els altres avantpassats, més llevats constitueixen una petita proporció.
```

## Pangènesi i Lamarckisme
Galton va realitzar investigacions sobre l'herència que el van portar a qüestionar la teoria de Charles Darwin de la pangènesi. Darwin havia proposat, com a part d'aquesta hipòtesi, que certes partícules que ell va anomenar "gèmmules" es movien per tot el cos i eren les responsables de l'herència dels caràcters adquirits. Galton, en consulta amb Darwin, es va disposar a veure si eren transportats per la sang. En una llarga sèrie d'experiments des de 1869 fins a 1871, va fer transfusions de sang entre races diferents de conills i va examinar les característiques dels seus fills. No va trobar cap evidència de caràcters transmesos en la sang transfosa.
Darwin va qüestionar la validesa de l'experiment de Galton, donant les seves raons en un article publicat a la revista Nature.
Galton va rebutjar explícitament la idea de l'herència dels caràcters adquirits (lamarckisme), i va ser un dels primers defensors de la "herència pura" regida solament per la selecció. Va estar a prop de tornar a descobrir la teoria de l'herència de Mendel, però no ho va fer a causa del seu enfocament en els trets continus més que en els discrets, (ara coneguts com a trets poligènics). Va fundar crear l'enfocament biomètric per a l'estudi de l'herència, que es distingeix per l'ús de tècniques estadístiques per estudiar els trets continus i aspectes de l'herència a nivell de població.
Aquest enfocament va ser posteriorment recollit per Karl Pearson i W. F. R. Weldon. Junts, van fundar la revista Biometrika el 1901. (Posteriorment R. A. Fisher va mostrar com l'enfocament biomètric podria conciliar-se amb l'enfocament mendelià.) Les tècniques estadístiques que Galton va inventar (correlació, regressió) i establir (regressió sobre la mitjana) van formar la base de l'enfocament biomètric i ara són eines essencials en totes les ciències socials.

## Laboratori Antropomètric a l'International Health Exhibition el 1884
L'any 1884, l'exposició International Health Exhibition va tenir lloc a Londres. Aquesta exposició posa molt èmfasi en el desenvolupament de la sanitat i la salut pública, i la nació li permet ensenyar els avenços en comparació amb altres països del moment. Francis Galton va aprofitar aquesta oportunitat per establir el seu laboratori antropomètric. Va indicar que el propòsit d'aquest laboratori era “mostrar al públic la senzillesa dels instruments i mètodes pels quals les característiques físiques principals de l'home es poden mesurar i registrar”. El laboratori era un recorregut interactiu en el qual els subjectes se'ls mesuraria per exemple l'alçada, el pes, etc., després de pagar una quota d'admissió. En entrar al laboratori, una persona podria visitar les següents estacions en aquest ordre. En primer lloc, s'omplia un formulari amb la història personal i familiar (edat, lloc de naixement, estat civil, residència i ocupació), a continuació, es visitava les estacions que registren el cabell i color dels ulls, seguit de l'agudesa, el sentit del color i la percepció de profunditat de a la vista. A continuació, s'examinava l'agudesa o gravetat relativa, de l'audició i la nota més alta audible de la seva audiència, seguit d'un examen del seu sentit del tacte. No obstant això, pel fet que la zona dels voltants era sorollosa, l'aparell destinat a mesurar l'audiència va ser deixada sense efecte a causa de la sonoritat i els ecos de l'edifici. Les següents estacions examinaven la força de tirar i estrènyer amb les dues mans. Finalment, es mesurava la seva alçada en diverses posicions (assegut, de peu, etc.), així com envergadura i pes. Una característica exclosa d'interès era la mida del cap. Galton assenyalava en el seu anàlisi que aquesta omissió era sobretot per raons pràctiques. Els clients es quedaven un resum que contenia totes les seves dades biològiques, i per altra banda Galton també guardaria una còpia per poder desenvolupar la investigació estadística en un futur. Afirmava que les mesures de característiques humanes són útils per dues raons. En primer lloc, conèixer les característiques físiques és útil per tal d'assegurar, en un nivell més intern, que els nens s'estan desenvolupant adequadament. En segon lloc l'ús de les dades del seu laboratori antropomètric és per a estudis estadístics. També comenta sobre la utilitat de les dades recollides per comparar els atributs a través d'ocupacions, residències, races, etc. L'exhibició en l'exposició de salut va permetre a Galton recollir una increïble quantitat de dades en brut de la qual dur a terme més estudis comparatius. Tenia 9.337 enquestats i cada enquestat es va mesurar en 17 categories, la creació d'una base de dades estadístiques bastant amplia.
Després de la conclusió de l'exposició International Health Exhibition, Galton utilitzà aquestes dades amb la finalitat de confirmar la seva teoria de la regressió lineal. L'acumulació d'aquestes dades en humans li va permetre observar la correlació entre la longitud de l'avantbraç i l'alçada, l'amplada i l'amplitud del cap, i longitud del cap i l'altura. Amb aquestes observacions va ser capaç d'escriure “Companys de les relacions i dels seus mesuraments, principalment de antropomètrica de dades”. En aquesta publicació, Galton va definir la correlació com un fenomen que es produeix quan “la variació de una [variable] es acompanyada per la variació de la mitjana i en la mateixa direcció."

## Aportacions científiques

### Historiometria
El mètode utilitzat en "Hereditary Genius" ha estat descrit com el primer exemple de la historiometria. Per reforçar els resultats i tractar de fer una distinció entre "naturalesa" i "aprenentatge" (va ser el primer a aplicar aquesta frase), va idear un qüestionari que es va enviar a 190 Fellows de la Royal Society. Va tabular les característiques de les seves famílies, com ara, entre d'altres, l'ordre de naixement, l'ocupació i la raça dels seus pares. Va tractar de descobrir si el seu interès per la ciència era "innat" o causat pels estímuls dels altres. Els estudis van ser publicats l'any 1874, en forma de llibre: “English men of science: their nature and nurture”. Encara que no va resoldre la qüestió “nature/nurture” va proporcionar algunes dades fascinants sobre la sociologia dels científics del seu temps.

### La hipòtesi del lèxic
Sir Francis va ser el primer científic a reconèixer el que avui es coneix com la hipòtesi del lèxic. Aquesta hipòtesi fa referència al fet que les diferències de personalitat més importants i socialment rellevants amb el temps es convertiran en llenguatge codificat. La hipòtesi suggereix a més que mitjançant el mostreig de l'idioma és possible derivar una taxonomia completa dels trets de personalitat humana.

### Els qüestionaris
Les investigacions de Galton sobre la ment requerien el registre detallat de conceptes subjectius de les persones i de com les seves ments tractaven els fenòmens com imatges mentals. Per obtenir millor aquesta informació va ser el pioner en l'ús dels qüestionaris. En un estudi va demanar als seus companys de la Royal Society de Londres descriure imatges mentals que havien experimentat. En un altre, va recollir enquestes en profunditat d'eminents científics per a una obra on estudiava els efectes de la naturalesa i l'aprenentatge (“nature/nurture”) en la propensió cap al pensament científic.

### Variància i desviació estàndard
A qualsevol anàlisi estadística la variància (o la desviació estàndard) és un concepte clau quan les mesures poden variar: tenen una tendència central o mitjana i una extensió al voltant d'aquest valor central o variància. A finals de la dècada de 1860, Galton va idear una mesura per quantificar la variació "normal": la desviació estàndard.
Galton era un agut observador. El 1906, visitant una fira de bestiar, es va topar amb un concurs intrigant. S'exposava un bou i es va convidar als habitants del poble a endevinar el pes de l'animal després d'haver estat sacrificat, esquarterat i netejat. Van participar gairebé 800 persones però cap va encertar el valor exacte: 1198 lliures (543,4 kg). Galton va declarar que "l'estimació més centrada expressa la vox populi, qualsevol altra estimació serà rebutjada per ser massa baixa o massa alta per la majoria dels participants", i va calcular aquest valor (en terminologia moderna, la mediana) com 1207 lliures. Per a sorpresa seva, era dins d'un 0,8% del pes mesurat pels jutges. Poc després, va reconèixer que la mitja de les respostes, 1197 lliures, encara era més acurada.
El mateix any però, Galton va suggerir en una carta a la revista Nature un mètode òptim per tallar un pastís rodó sense realitzar talls radials.

### Obtenció experimental de la distribució normal

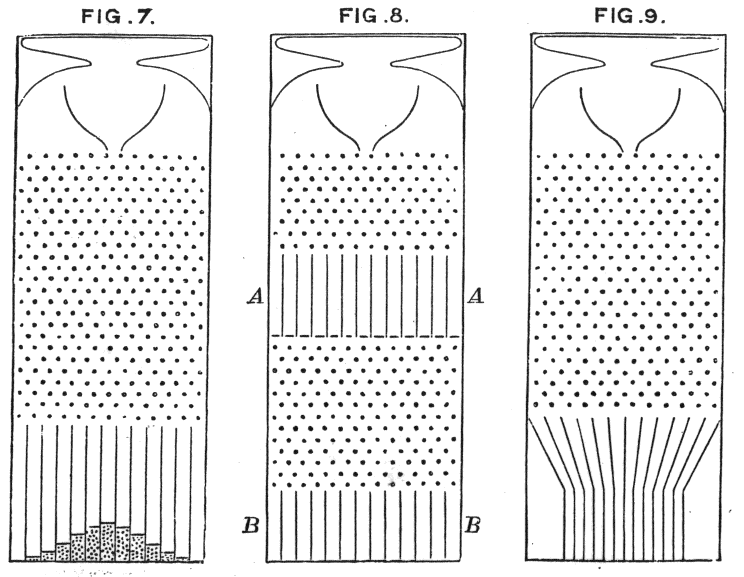
La "màquina" de Galton, segons el dibuix de Sir Francis Galton

Estudiant la variabilitat, Galton va inventar el “quincunx”, també coneguda com la "màquina dels pèsols" o la “màquina de Galton”, com una eina per a la demostració de la llei de l'error i la distribució normal.

### Distribució Normal bivariada

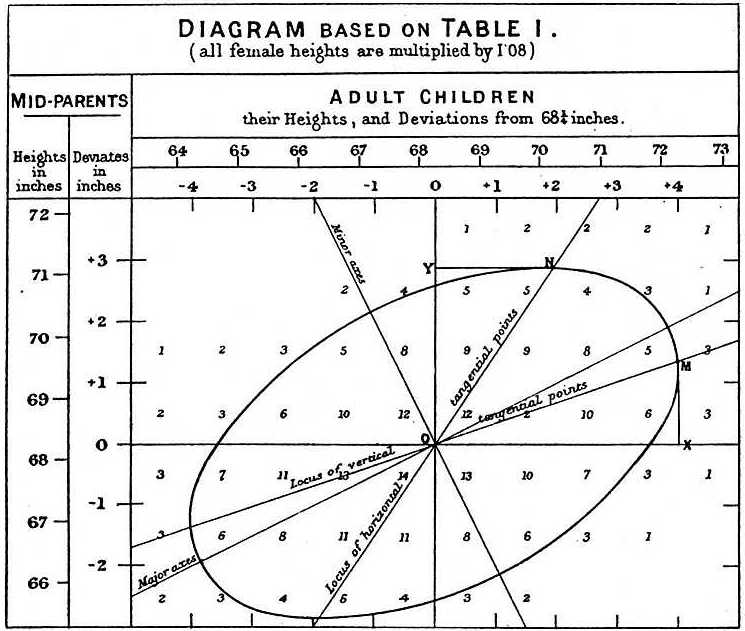
Diagrama de correlació de Galton correlation

També va descobrir les propietats de la distribució normal bivariada i la seva relació amb l'anàlisi de regressió.

### Correlació i regressió
El 1846, el físic francès Auguste Bravais (1811-1863) va desenvolupar per primera vegada el que seria més endavant el coeficient de correlació. Després d'examinar les mesures de l'avantbraç i de l'altura, Galton va descobrir independentment el concepte de correlació el 1888 i va demostrar la seva aplicació en l'estudi de l'herència, l'antropologia i la psicologia. L'últim estudi estadístic de Galton, conjuntament amb Henry William Watson, sobre la probabilitat d'extinció dels cognoms, va portar al concepte de Galton-Watson i dels processos estocàstics. Això és avui en dia un important camp de recerca de l'estadística moderna i de la regressió.
Galton va inventar l'ús de la línia de regressió i de l'elecció de "r" per representar el coeficient de correlació. En els anys 1870 i 1880 va ser un pioner en l'ús de la teoria de la distribució normal per adaptar els histogrames de dades reals tabulades, moltes de les quals va recollir ell mateix, per exemple les grans mostres de germans i l'alçada dels pares. La consideració dels resultats d'aquests estudis empírics van portar a noves perspectives sobre l'evolució, la selecció natural i la regressió sobre la mitjana.

### Regressió cap a la mediocritat
Galton va ser el primer que va descriure i explicar el fenomen de la regressió cap a la mitjana, fet que va observar en els seus experiments sobre la mida de les llavors de successives generacions de pèsols dolços.
Les condicions sota les quals es produeix la regressió cap a la mitjana depenen de la forma en què el terme es defineix matemàticament. Galton va observar primer el fenomen en el context de regressió lineal simple i va desenvolupar el següent model: un conjunt de boles cauen a través d'un “quincunx” o "màquina dels pèsols" formant una distribució normal (en rigor una distribució binomial) centrada directament sota del punt d'entrada. Aquestes boles es podrien alliberar cap avall en una segona galeria que correspondria a la realització d'una segona mesura, i es mantindria la distribució normal sempre situada sota el punt central.

### Teories de la percepció
Galton va anar més enllà de la simple mesura i va intentar explicar els fenòmens que observava. Entre aquests, va proposar una de les primeres teories sobre els intervals del so i l'oïda, fruit de les grans quantitats de dades antropomètriques obtingudes al seu Laboratori Antropomètric, creat el 1884, on va estudiar més de 9.000 persones. Va descobrir que amb l'edat l'oïde humà perd la capacitat de resposta a les ones amb altes freqüències (tons més aguts). No va ser fins a 1985 que aquestes dades es van analitzar completament.

### Psicologia diferencial
Els estudis de Galton de les capacitats humanes el van conduir a la creació de la psicologia diferencial i la formulació de les primeres proves mentals. Estava interessat en el mesurament dels éssers humans en totes les facetes possibles. Això incloïa la mesura de la seva capacitat de discriminació sensorial que ell va assumir estava vinculada a la destresa intel·lectual. Galton va suggerir que les diferències individuals en la capacitat global es reflecteixen en el rendiment de les capacitats sensorials relativament simples i en la velocitat de la reacció a un estímul, variables que es poden mesurar objectivament mitjançant proves de discriminació i de temps de reacció sensorial. També va mesurar com ràpidament reaccionava la gent, fet que va relacionar amb un mecanisme intern que en última instància limita la capacitat d'intel·ligència. Al llarg de la seva investigació Galton va suposar que les persones que reaccionaven més ràpidament eren més intel·ligents que les altres.
La polèmica del debat entre naturalesa i criança actualment està arribant a un consens al voltant de la influència de la naturalesa, de l'ambient, i especialment de la naturalesa via ambient (nature via nurture) en el comportament. Aquest fet es veu reflectit en el "model biomètric de descomposició de la variància". Aquest model ens diu que les relacions entre gens i ambient són bidireccionals; l'ambient pot modular l'expressió dels gens, els gens poden modular l'impacte de l'ambient durant el desenvolupament, o bé els gens poden arribar a determinar l'ambient en el qual s'expressen. Aquest model va ser formulat gràcies a les aportacions de Galton a l'estudi de les bases genètiques.
Galton es considera el pare de l'estudi de les bases genètiques de la capacitat cognitiva general. En el seu llibre "Hereditary genius: an inquiry into its laws and consequences", (1892), fou el primer en investigar científicament les causes genètiques i ambientals de les diferències individuals en humans. Segons Galton si un tret està determinat genèticament, quan més propers siguin dos parents, més similars haurien de ser per aquell tret. Anys després Ronald Fisher va oferir la primera explicació matemàtica de com les correlacions entre familiars podien ser explicades sobre la base de l'herència mendeliana (Neale & Maes, en premsa).
Galton va establir les bases dels estudis de bessons, adopcions i famílies i va evidenciar que la probabilitat d'ésser considerat un home de reputació en augmentava amb la proximitat de parentiu. Gràcies a aquesta mena d'estudis, podem separar la variable ambient en els components compartits i independents (per exemple, les diferències entre parelles de bessons monozigòtics que han viscut juntes serien a l'ambient no compartit. També possibiliten els estudis de control, per exemple, fer una intervenció en el bessó A i en l'altre no, per tal de provar l'eficàcia d'un tractament. També permeten examinar les condicions de manifestació d'una psicopatologia (analitzant els factors ambientals de risc). Algunes limitacions d'aquests models, per exemple els estudis de bessons, destaquen l'excessiva simplificació de les relacions entre el genotip i ambient, així com no tenir en compte els ambients pre-natals, o les crítiques al biaix de les mostres de bessons.

### Composició fotogràfica
Galton també va idear una tècnica anomenada "el retrat compost" (produït per la superposició de múltiples retrats fotogràfics de les cares dels individus registrats en els seus ulls) per crear una cara comuna. En la dècada de 1990, cent anys després del seu descobriment, moltes investigacions psicològiques han examinat l'atractiu d'aquestes cares, un aspecte que Galton havia comentat en la seva conferència inicial. D'altres, incloent a Sigmund Freud en la seva obra sobre els somnis, van recollir el suggeriment de Galton on aquests compostos podrien representar-se amb una metàfora útil per a un tipus ideal o un concepte d'una "classe natural", com ara els homes jueus, criminals, els pacients de tuberculosi, etc. Sobre la mateixa placa fotogràfica, reproduint d'aquesta manera un "compost" que esperava que es podria generalitzar l'aspecte de la cara. Aquest treball es va iniciar en la dècada de 1880, mentre que l'erudit jueu Joseph Jacobs va estudiar antropologia i estadístiques amb Francis Galton. Jacobs va demanar a Galton crear una fotografia composta d'un tipus de mongeta. Una de les primeres publicacions de Jacobs que utilitzen les imatges compost de Galton era 'el tipus jueva' i les fotografies compostes de Galton. Galton esperava que la seva tècnica pogués ajudar el diagnòstic mèdic, i fins i tot a la criminologia a través de la identificació de rostres criminals típics. Sense emb argo, després de molt treball i de la col·laboració de fotògrafs com Lewis Hine i John L. Lovell i Arthur Batut, la seva tècnica no va resultar útil i va caure en desús.

### Empremtes dactilars
En un document a la Royal Institution el 1888 i a tres llibres (“Finger Prints”, 1892; “Decipherment of Blurred Finger Prints”, 1893 i “Fingerprint Directories,” 1895), Galton va estimar la probabilitat que dues persones tinguin una mateixa empremta dactilar i va estudiar l'heretabilitat i les diferències racials de les empremtes dactilars. Va escriure sobre la tècnica (sense adonar-se que va desencadenar una polèmica entre Herschel i Faulds que duraria fins a 1917), la identificació d'un patró comú en les empremtes i l'elaboració d'un sistema de classificació que encara ara és vigent.
El mètode d'identificació dels delinqüents per les seves empremtes s'havia introduït en la dècada de 1860 per Sir William James Herschel a l'Índia, i el seu ús potencial en el treball forense va ser proposat per primera vegada pel Dr. Henry Faulds en 1880. Ara bé, va ser Galton el primer a donar a l'estudi en una base científica que va ajudar a la seva acceptació pels tribunals. Galton va assenyalar que hi havia certs tipus de patrons d'empremtes dactilars, les va descriure i les va classificar en vuit grans categories:
1: arc pla, 2: arc de tendes de campanya, 3: bucle simple, 4: bucle central de butxaca, 5: doble bucle, 6: bucle butxaca lateral, 7: espiral plana i 8: accidental.

## Els darrers anys
En un esforç per arribar a un públic més ampli, Galton va escriure una novel·la titulada “Kantsaywhere” des de maig fins a desembre del 1910. La novel·la descriu una utopia organitzada per una religió eugenèsica dissenyada per criar éssers humans més aptes i més intel·ligents. Els seus quaderns inèdits mostren que aquesta era una extensió del material que havia estat escrivint almenys des de 1901. El va oferir a l'editorial Methuen per a la seva publicació però l'editorial va mostrar molt poc entusiasme. Galton va escriure a la seva neboda que el text hauria de ser "ofegat o reemplaçat". La seva neboda sembla que havia cremat la major part de la novel·la ofesa per les escenes d'amor, encara que molts fragments van sobreviure al foc.

## Guardons
Al llarg de la seva carrera Galton va rebre molts premis importants entre ells la Copley Medal de la Royal Society (1910). El 1853 va rebre la Founder's Medal, el premi més important de la Royal Geographical Society, per les seves exploracions i construcció del mapa del sud-oest d'Àfrica. Va ser triat membre del prestigiós Athenaeum Club el 1855 i nomenat Fellow of the Royal Society el 1860. La seva autobiografia també enumera els següents guardons:
- Medalla de Plata, Societat Francesa de Geografia (1854)
- Medalla d'Or de la Royal Society (1886)
- Officier de l'Instruction Publique, França (1891)
- D.C.L. Oxford (1894)
- Sc.D. (Honorari), Cambridge (1895)
- Medalla Huxley, Institut Antropològic (1901)
- Elegit Honorary Fellow of Trinity College, Cambridge (1902)
- Darwin Medal, Royal Society (1902)
- Darwin–Wallace Medal, Linnean Society of London's (1908)

Galton va ser nomenat cavaller el 1909. El seu hereu estadístic Karl Pearson, primer titular de la Càtedra Galton d'Eugenèsia a University College de Londres (ara Càtedra Galton de Genètica), va escriure una biografia pòstuma de Galton en tres volums. A l'inici de l'ús de les proves d'intel·ligència, Lewis Terman va estimar que el coeficient intel·lectual a la infància de Galton era al voltant de 200, basat en el fet que constantment la seva ment aproximadament representava el doble de la seva edat cronològica. (Això correspon a la definició original d'IQ com edat mental dividida per l'edat cronològica, en lloc de la definició moderna basada en la distribució estàndard i la desviació estàndard.)
El gènere de planta Galtonia va ser nomenat així en honor seu.

## Principals obres
- Galton, F (1853). Narrative of an explorer in South Africa. London: John Murray.
- Galton, F (1869). Hereditary Genius. London: Macmillan & Co.
- Galton, F (1883). Inquiries into Human Faculty and Its Development. London: J.M. Dent & Company
- Galton, F (1889). Natural Inheritance. London: Macmillan & Co.
- Galton, F (1855). The Art of Travel, Murray.
- Galton, F (1863). Meteorographica, Macmillan.
- Galton, F (1874). English Men of Science: their Nature and Nurture. Londres.
- Galton, F (1892). Fingerprints, Macmillan.
- Galton, F (1893). Decipherment of blurred fingerprints, Macmillan.
- Galton, F (1895). Fingerprint Directories Macmillan, PDF 19,62 MB
- Galton, F (1908). Memories of My Life. Londres.